# Delegazione apostolica
La delegazione apostolica è la rappresentanza pontificia presso la Chiesa locale dove la Santa Sede non intrattiene relazioni diplomatiche con lo Stato.

## Distinzioni
La delegazione apostolica si distingue dalla nunziatura apostolica, la rappresentanza pontificia di carattere diplomatico presso lo stato e il governo.
A causa di questo fatto il delegato apostolico non intrattiene rapporti ufficiali a nome della Santa Sede con le autorità politiche o statali, e cura unicamente i rapporti con le Chiese locali e con i loro vescovi, compito anche dei nunzi apostolici.
Il termine "rappresentante pontificio" si applica indifferentemente ai delegati e ai nunzi apostolici e designa un ecclesiastico, ordinariamente insignito della dignità episcopale, che riceve dal Papa l'incarico di rappresentarlo in modo stabile nelle varie nazioni o regioni del mondo.
Un altro termine applicato indifferentemente ai nunzi e ai delegati apostolici è "legato pontificio", per esempio nel Codice di Diritto Canonico.
Quando uno stato stabilisce le relazioni diplomatiche con la Santa Sede, succede spesso che il primo nunzio è l'ecclesiastico già presente con carattere di delegato apostolico. Così Pio Laghi, delegato apostolico negli Stati Uniti dal 1980, divenne il 26 marzo 1984 nella stessa nazione pro-nunzio apostolico, titolo che in quel periodo si dava ai nunzi accreditati negli stati che li trattavano precisamente come tutti gli altri ambasciatori, senza attribuire loro la decananza de iure del corpo diplomatico, come succede nella maggioranza degli stati dell'Europa occidentale e centrale.

## Privilegi
Dal punto di vista dello stato che riceve un rappresentante pontificio, spettano al nunzio apostolico ma non al delegato apostolico i diritti e i privilegi codificati nella Convenzione di Vienna sulle relazioni diplomatiche del 18 aprile 1961 e simili documenti. Però, dal punto di vista ecclesiastico, esiste fra il delegato apostolico e il nunzio la parità assoluta.
Così, nei territori affidatigli anche il delegato apostolico ha la precedenza sugli arcivescovi (anche metropoliti) e sui vescovi, ma non sui cardinali e sui patriarchi delle Chiese cattoliche orientali, e la sede della delegazione apostolica è esente dalla potestà di governo dell'Ordinario del luogo, a meno che non si tratti della celebrazione di matrimoni. Sempre nei territori affidatigli, la fascia, lo zucchetto, la berretta del delegato apostolico possono essere in seta moirée.

## Lista delle delegazioni apostoliche attuali
Le delegazioni apostoliche sono attualmente 11:
- Africa:
  - Comore: il delegato apostolico è anche nunzio apostolico in Madagascar
  - Somalia: il delegato apostolico è anche nunzio apostolico in Etiopia e a Gibuti
- America:
  - Antille:[7] il delegato apostolico è anche nunzio apostolico in 13 stati della stessa regione
  - Porto Rico:[8] il delegato apostolico è anche nunzio apostolico nella Repubblica Dominicana
- Asia:
  - Brunei: il delegato apostolico è anche nunzio apostolico in Malesia e Timor Est
  - Gerusalemme e Palestina: il delegato apostolico è anche nunzio apostolico in Israele
  - Laos: il delegato apostolico è anche nunzio apostolico in Thailandia, Birmania e Cambogia
  - Penisola Arabica:[9] il delegato apostolico è anche nunzio apostolico negli Emirati Arabi Uniti e nello Yemen
  - Vietnam: la delegazione apostolica fa capo a un rappresentante pontificio residente, che è anche nunzio apostolico a Singapore
- Europa:
  - Kosovo: il delegato apostolico è anche nunzio apostolico in Slovenia
- Oceania:
  - Oceano Pacifico:[10] il delegato apostolico è anche nunzio apostolico in Nuova Zelanda e in altri 10 stati della stessa regione